# Elena Radionova
Elena Igorevna Radiònova (in russo Елена Игоревна Радионова?; Mosca, 6 gennaio 1999) è un'ex pattinatrice artistica su ghiaccio russa medaglia di bronzo ai mondiali di Shanghai 2015 e due volte vicempionessa europea.
È stata la campionessa dei Mondiali juniores del 2013 e 2014, diventando così la prima pattinatrice a vincere due titoli mondiali nella categoria juniores.

## Carriera
Elena Radionova ha debuttato nel circuito ISU Junior Grand Prix nella stagione 2012-2013, vincendo le gare in Francia e in Austria e qualificandosi così per la Finale del Grand Prix Junior, dove ha conquistato la medaglia d'oro. Nella stessa stagione si è aggiudicata l'argento nei campionati nazionali russi di livello senior e l'oro in quelli junior, nonché il suo primo titolo nei Campionati mondiali juniores.
Nella stagione 2013-2014 ha fatto il suo debutto nelle gare internazionali di livello senior nel Nebelhorn Trophy, dove ha vinto la medaglia d'oro. Poi ha preso parte a due gare del Grand Prix, arrivando terza a Skate America, seconda a NHK Trophy e quarta nella Finale Grand Prix. Ha conquistato quindi la medaglia di bronzo ai nazionali russi e la sua seconda medaglia d'oro ai campionati mondiali juniores, diventando così la prima pattinatrice a vincere due titoli in quella categoria.
Nella stagione 2014-2015 ha vinto l'oro a Skate America e nel Trophée Eric Bompard e l'argento nella Finale Grand Prix, dopodiché il suo primo titolo nazionale senior, la medaglia d'argento ai Campionati europei e quella di bronzo ai Campionati mondiali senior.
Nella stagione 2015-2016 ha vinto l'oro e il bronzo rispettivamente nella Rostelecom Cup e nella Cup of China e il bronzo della Finale Grand Prix. Ai campionati nazionali ha conquistato la medaglia d'argento, qualificandosi così per i Campionati europei dove è arrivata seconda.
Al termine della stagione 2015-2016 era terza nella classifica dell'International Skating Union (ISU).

## Risultati[3]
| Risultati | Risultati      | Risultati      | Risultati      | Risultati      | Risultati      | Risultati      | Risultati      | Risultati      | Risultati      |
| Internazionali | Internazionali | Internazionali | Internazionali | Internazionali | Internazionali | Internazionali | Internazionali | Internazionali | Internazionali |
| Evento | 2010–11        | 2011–12        | 2012–13        | 2013–14        | 2014-15        | 2015-16        | 2016-17        | 2017-18        | 2018-19        |
| --- | -------------- | -------------- | -------------- | -------------- | -------------- | -------------- | -------------- | -------------- | -------------- |
| Campionati mondiali |                |                |                |                | 3°             | 6°             |                |                |                |
| Campionati europei |                |                |                |                | 2°             | 2°             |                |                |                |
| Finale Grand Prix |                |                |                | 4°             | 2°             | 3°             | 6°             |                |                |
| GP NHK Trophy |                |                |                | 2°             |                |                |                |                | R              |
| GP Trophée Eric Bompard |                |                |                |                | 1°             |                |                |                |                |
| GP Skate America |                |                |                | 3°             | 1°             |                |                |                | R              |
| GP Rostelecom Cup |                |                |                |                |                | 1°             | 2°             | 4°             |                |
| GP Cup of China |                |                |                |                |                | 3°             | 1°             | 3°             |                |
| CS Ondrej Nepela Trophy |                |                |                |                |                |                |                | 3°             |                |
| Nebelhorn Trophy |                |                |                | 1°             |                |                |                |                |                |
| Shangai Trophy |                |                |                |                |                |                |                | 1°             |                |
| Universiadi |                |                |                |                |                |                | 1°             |                |                |
| Internazionali: Junior |                |                |                |                |                |                |                |                |                |
| Campionati mondiali |                |                | 1°             | 1°             |                |                |                |                |                |
| JGP Finale |                |                | 1°             |                |                |                |                |                |                |
| JGP Austria |                |                | 1°             |                |                |                |                |                |                |
| JGP Francia |                |                | 1°             |                |                |                |                |                |                |
| Triglav Trophy |                | 1° N.          | 1° J.          |                |                |                |                |                |                |
| Nazionali |                |                |                |                |                |                |                |                |                |
| Campionati russi |                | 5°             | 2°             | 3°             | 1°             | 2°             | 5°             | 10°            | R              |
| Campionati russi Junior | 4°             | 3°             | 1°             |                |                |                |                |                |                |
| Eventi a squadre |                |                |                |                |                |                |                |                |                |
| World Team Trophy |                |                |                |                | 2° S 2° P      |                | 2° S 5° P      |                |                |
| Team Challenge Cup |                |                |                |                |                | 2° S 5° P      |                |                |                |
| Japan Open |                |                |                |                | 1° S 1° P      |                |                |                |                |
| GP = Grand Prix; JGP = Junior Grand Prix; R = Ritirata Categoria: N. = Novice; J. = Junior; S = Risultato della squadra; P = Risultato personale |                |                |                |                |                |                |                |                |                |